# Marmota vancouverensis
La marmota de Vancouver (Marmota vancouverensis) es una especie de roedor esciuromorfo de la familia Sciuridae endémica de las tierras más altas de la isla de Vancouver en el Noroeste del Pacífico, fácilmente diferenciable de otras marmotas por su largo y espeso pelaje de color marrón oscuro, salpicado de manchas blancas. En la actualidad sólo existen alrededor de un centenar de individuos, lo que convierte a esta marmota en uno de los mamíferos más raros. La población actual[¿cuándo?] es el resultado de una política de cría en cautividad que ha conseguido triplicar los treinta ejemplares salvajes que sobrevivían en 2003. Su pariente más cercano es la marmota silbadora del noroeste de Norteamérica.

## Historia natural
Vive en pequeñas colonias en las laderas de las montañas de la isla, por encima del límite de la vegetación arbórea, teniendo sus madrigueras casi siempre orientadas hacia el sur. Pasa cerca de ocho meses al año hibernando en su interior. Al acabar la hibernación, a comienzos de la primavera, tiene lugar la época de celo; treinta días después, las hembras fecundadas, dan a luz a de tres a cinco crías. Hacia los dos años alcanzan la madurez sexual y abandonan al grupo familiar, con el fin de encontrar pareja y un nuevo territorio donde instalar su propia madriguera.
La alimentación es puramente herbívora, basada en la ingesta de bayas, flores, hojas, raíces y tallos. Entre sus depredadores se incluyen el águila real, el halcón de cola roja, el puma y el oso negro americano. Los humanos no las cazan, pero el impacto de su actividad en la isla y la consiguiente pérdida del hábitat de las marmotas representa una considerable amenaza para estas.